# Cristianización en Guipúzcoa
La cristianización que sustituyó a las prácticas paganas en la provincia  de Guipúzcoa en el País Vasco (España)  es un tema controvertido debido a los escasos documentos existentes de la época. Aunque el proceso fue gradual y estuvo influido por diversos factores, los registros históricos disponibles muestran una cristianización que se desarrolló en varias fases a lo largo de los siglos.
La romanización, impulsada por el Imperio Romano a través del desarrollo de vías romanas y marítimas, fue un factor fundamental para la expansión del cristianismo en Europa.

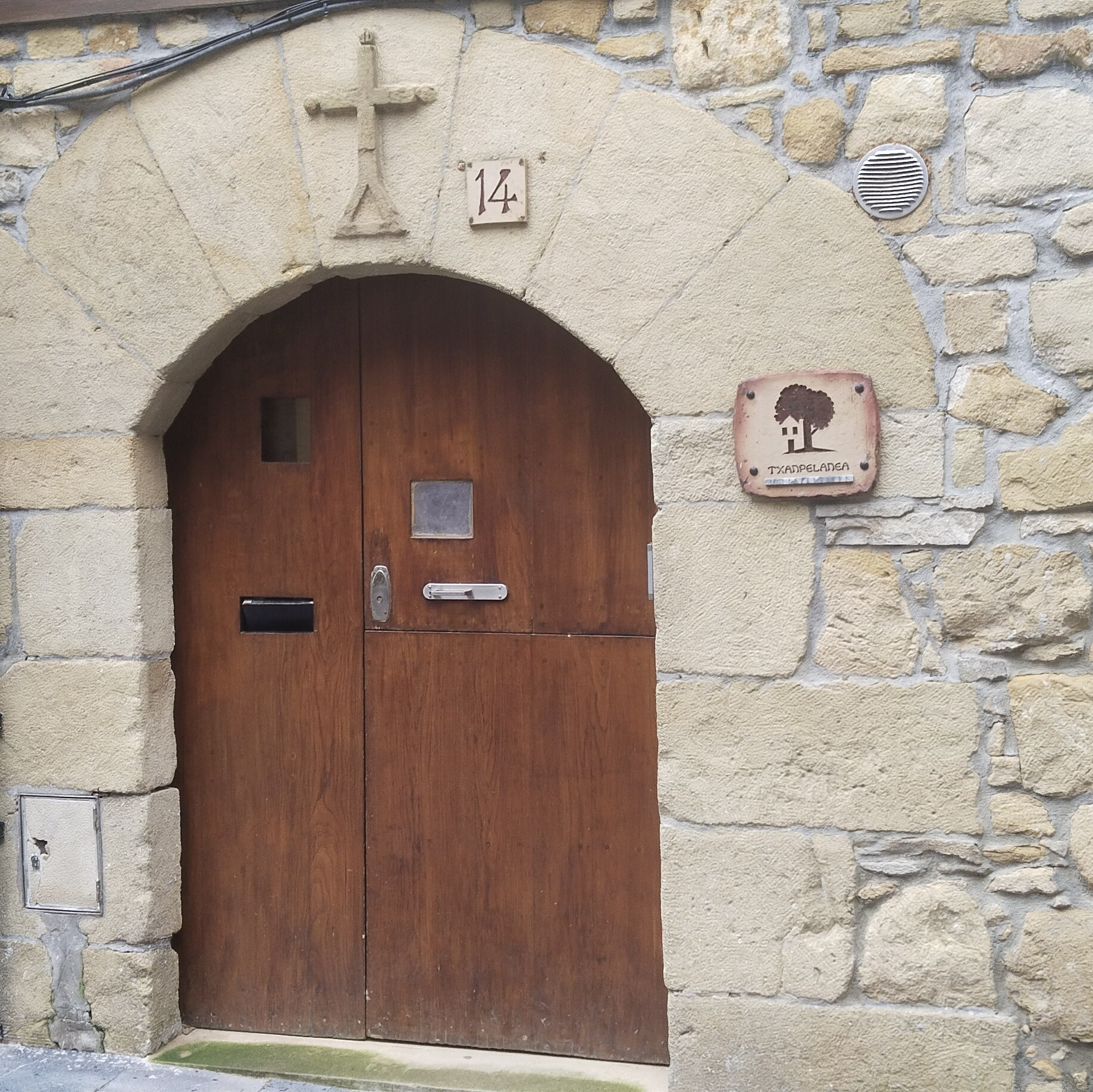
Cruz protectora en una casa de Orio.

Guipúzcoa no despertó mucho interés para el Imperio y había logrado permanecer en cierta forma al margen de su influencia y al margen también  de la cristianización.
El  núcleo más importante romano en la provincia fue Irún (Oiasso), con sus minas cercanas de Arditurri. 
Se piensa que la convivencia entre las culturas existentes y la romanización fue de colaboración incluso en algunos casos formando parte del ejército imperial.
Como describió Plinio, en el periodo romano  en Guipúzcoa "Había pocos emplazamiento que pudiesen ser considerados núcleos de población, no existían prácticamente caminos y mucho menos vías romanas. No se hablaba ninguna lengua, más bien algunos dialectos  ni por casualidad cercana al latín".
El contacto con la romanización se circunscribía a la parte oriental de la provincia y a los puertos costeros que formaban parte de la ruta comercial o via maris entre Castro Urdiales y Burdeos.
Los habitantes de Guipúzcoa, según los autores greco-latinos como Estrabón, eran paganos y «salvajes». Pertenecían a la tribu de los várdulos que era un pueblo, posiblemente, de origen celta asentado en el territorio  entre las cuencas de los ríos Urumea y Deva.
La caída del Imperio Romano en el siglo IV, con la llegada de los visigodos arrianos y posteriormente los francos, marcó el inicio de una nueva etapa en la historia de Guipúzcoa. Durante este periodo, la provincia sufrió las denominadas invasiones bárbaras, como la de los hérulos en el año 456, lo que contribuyó a la progresiva desaparición de las culturas anteriores existentes en Guipúzcoa. 
En los siglos VI y VII, los  bascones, que ya habían tenido  contacto con la cristianización, aumentaron su presencia en Guipúzcoa,  lo que permitió que la fe cristiana se fuera implantando de manera más firme en la región  
La cristianización definitiva de Guipúzcoa parece haberse consolidado a partir del siglo XI gracias al impulso del Camino de Santiago, que favoreció el desarrollo de nuevas rutas de comunicación. 
A lo largo de los siglos, el cristianismo se convirtió en la base de la cultura y sociedad guipuzcoanas. La Iglesia desempeñó un papel fundamental en la construcción de iglesias y monasterios, que comenzaron a proliferar  en la provincia a partir del  siglo XII, como los de Zumaya, Motrico, San Sebastián, Orio y muchos otros. 
En paralelo, la inquisición española (1478-1834)  tuvo poca presencia en Guipúzcoa  ya que los tribunales inquisitoriales más cercanos se situaban en  Calahorra-Durango y posteriormente en Logroño.
Los castigos aplicados en Guipúzcoa podían ser: una multa, confiscación de bienes  o la utilización del sambenito.
La Inquisición fue más activa en sus inicios y desapareció en Guipúzcoa en 1820 con la clausura del tribunal inquisitorial de Logroño. Es destacable que instituciones de éstas características se desarrollaron ampliamente en Europa.
Un hito importante en la historia cristiana de Guipúzcoa  fue la figura de  Ignacio de Loyola, nacido en 1491 en la  la provincia.
Fundador de la Compañía de Jesús, Ignacio de Loyola jugó un papel crucial en la consolidación del cristianismo en la región y en el mundo. El Santuario de Loyola, inaugurado en 1738, se convirtió en un símbolo de la influencia religiosa en Guipúzcoa y en toda España.

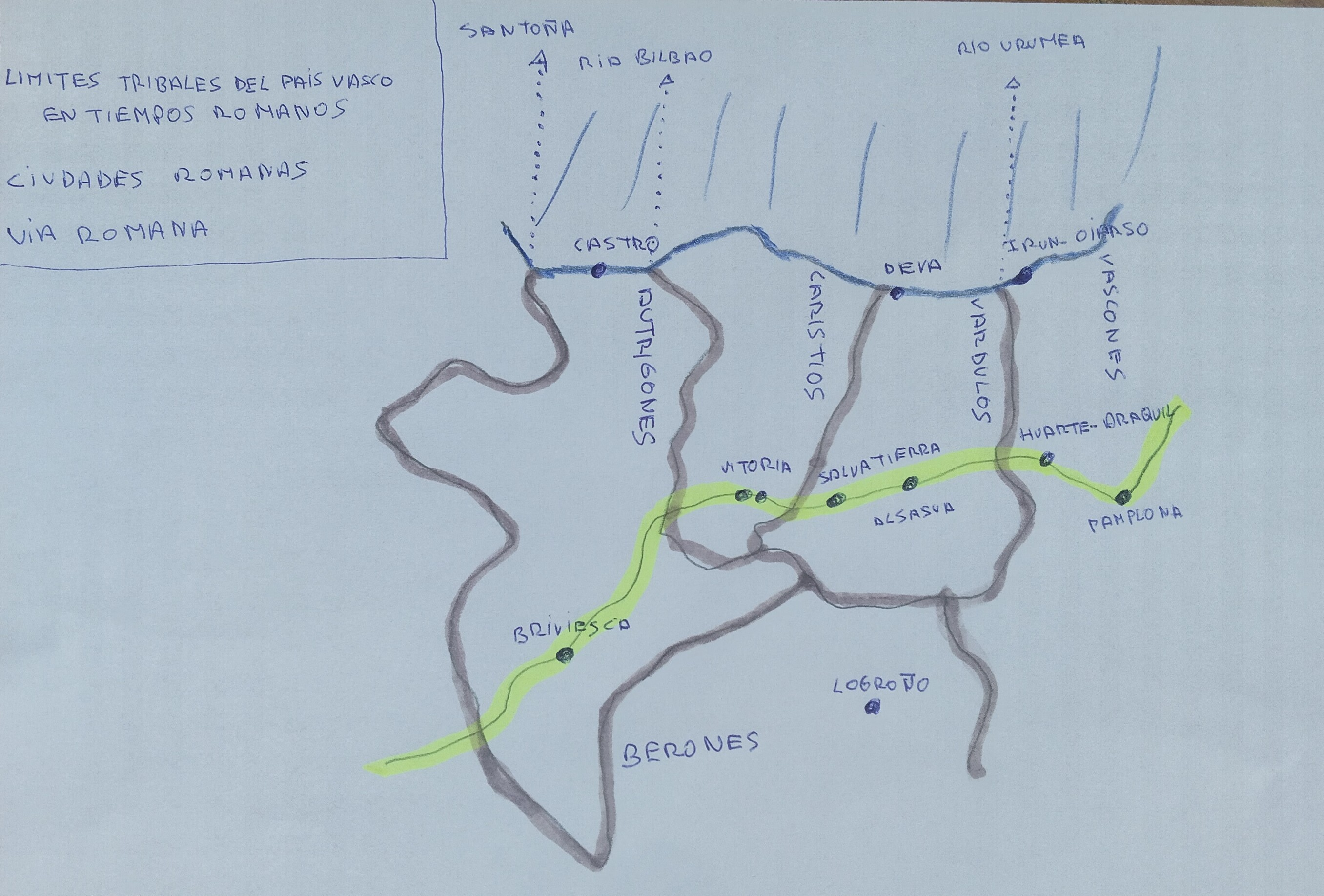
Via romana, ciudades y límites tribales en la época romana del territorio actual del País Vasco.

## Primeras representaciones religiosas
Las poblaciones más antiguas de la provincia de Guipúzcoa, fueron fundadas por los reyes de Navarra y los reyes de Castilla entre el siglo XII y el siglo XIV, amuralladas y mayormente sobre agrupaciones humanas preexistentes que contaban ya, probablemente, con los primeros  templos cristianos primitivos.
Las iglesias y monasterios conservados más antiguos se documentan en Guipúzoa a partir del siglo XII como los de Zumaya, Motrico, San Sebastián, Usúrbil, Zarauz, Orio, Icíar, Deva, Fuenterrabía, Éibar, Elgóibar, Elgueta, Placencia, Salinas de Leniz, Azpeitia. Cestona o Hernani.

## Epílogo

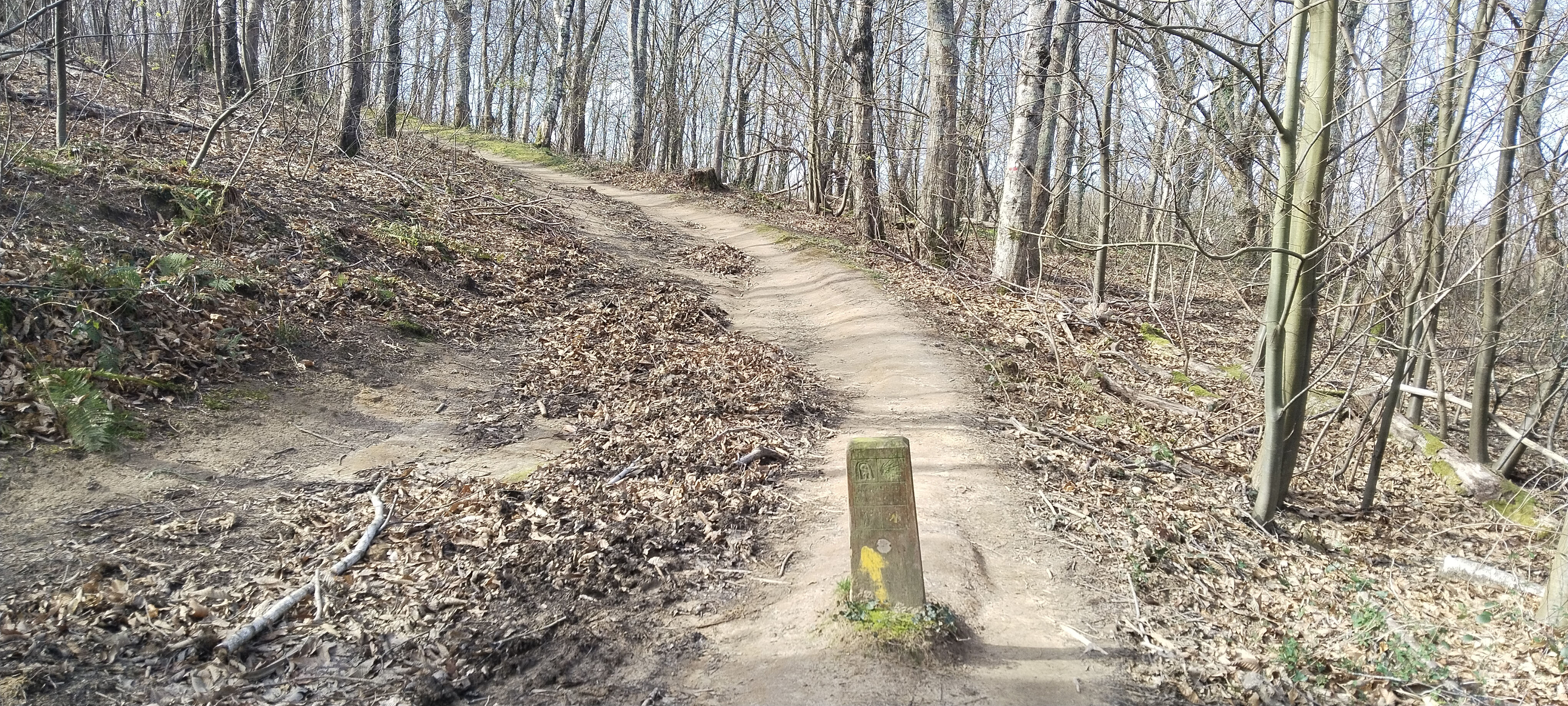
Camino de Santiago en Guipúzcoa

A lo largo de los siglos, el cristianismo pasó de ser una práctica marginal a convertirse en la piedra angular de la sociedad guipuzcoana, especialmente gracias a la influencia de las monarquías Navarra (siglo IX) y Castellana (siglo XII), a las que estuvo adscrita Guipúzcoa, y  al impulso del Camino de Santiago (a partir del siglo X) y la figura de Ignacio de Loyola en el siglo XVI. 